# Siham
Siham (in arabo: سِهَام) è un nome proprio di persona arabo femminile.

## Diffusione e significato

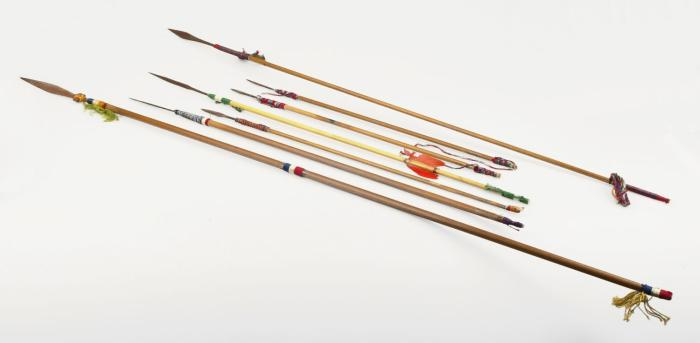
Delle frecce esposte al Tropenmuseum di Amsterdam.

Nome di buona diffusione, che si basa sul vocabolo arabo سِهَام (sihām, "frecce"), plurale di سَهْم (sahm, "freccia", dal verbo saham, "lanciare", "scoccare"). Per significato può essere accostato al nome scandinavo Orvar.

## Onomastico
Essendo un nome adespota, cioè privo di santa patrona, l'onomastico si può festeggiare il 1º novembre, in occasione di Ognissanti.